# Bohdan Ejmont

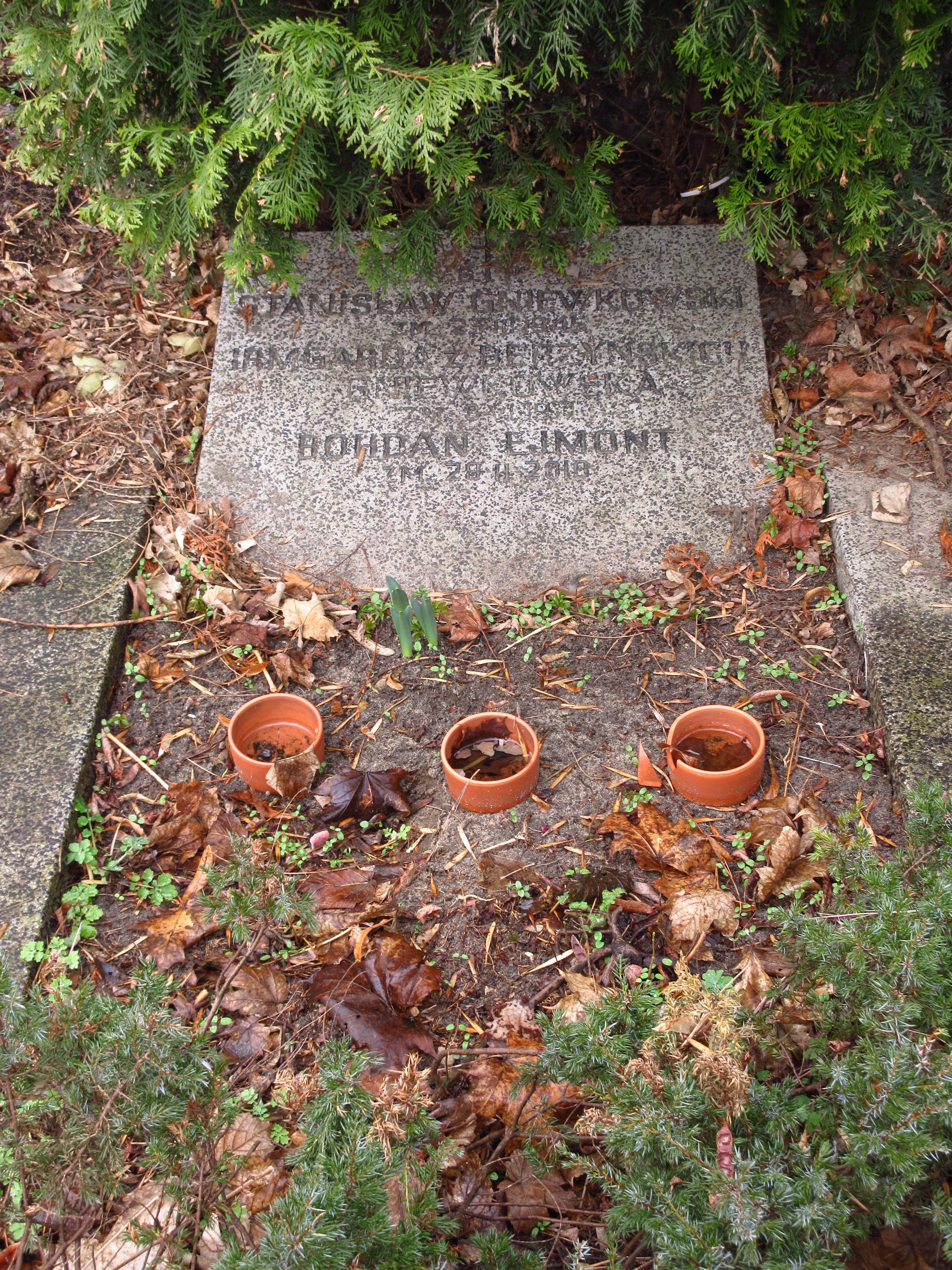
Grób Bohdana Ejmonta na cmentarzu Bródnowskim

Bohdan Ejmont (ur. 18 stycznia 1928 w Dołhinowie, zm. 28 lutego 2010 w Warszawie) – polski aktor. Zadebiutował w teatrze 26 listopada 1949 r. Dwa lata później ukończył studia na PWST w Warszawie. Jego córka, Katarzyna Ejmont również jest aktorką. Pochowany na cmentarzu Bródnowskim (kwatera 39B-3-14).

## Nagrody
- 1974: Złoty Krzyż Zasługi
- 1977: Zasłużony Działacz Kultury
- 1979: Krzyż Kawalerski Orderu Odrodzenia Polski
- 1980: Złota Odznaka za zasługi dla Warszawy
- 1984: Medal 40-lecia Polski Ludowej[1]
- 1988: Krzyż Oficerski Orderu Odrodzenia Polski

## Teatr
- Teatr Wojska Polskiego w Łodzi: 1949
- Teatr Polski w Warszawie: 1949-1953
- Teatr Domu Wojska Polskiego w Warszawie: 1953-1957
- Teatr Ateneum w Warszawie: 1957-1958
- Teatr Nowy w Warszawie: 1958-1960
- Teatr Ateneum w Warszawie: 1960-1991

## Filmografia
- 1999: Tydzień z życia mężczyzny – obrońca dzieciobójczyni
- 1999: Policjanci – Trojak
- 1995: Archiwista
- 1992: Ateny wołyńskie – lektor
- 1991: Panny i wdowy – karczmarz na Syberii
- 1991: Maria Curie – ojciec Marii
- 1990: Europa, Europa – żołnierz radziecki zatrzymany przez Niemców
- 1989: Opowieść o „Dziadach” Adama Mickiewicza. Lawa – Bajkow w scenie „Balu u Senatora”
- 1989: Nocny gość – ślepiec
- 1988: Przeprawa
- 1988: Piłkarski poker – Łapiński z Białegostoku
- 1988: Pole niczyje – Kruk – Kruczyński
- 1986: Boczny tor – kolejarz
- 1985: Temida
- 1985: Sprawa hrabiego Rottera
- 1983: Alternatywy 4 – dyrektor, szef Kotka
- 1983: Słona róża – Lothar, przyjaciel Hrusy
- 1981: Przypadek – działacz partyjny (1), nie został wymieniony w czołówce
- 1981: Yokohama – konduktor w pociągu do ZSRR
- 1981: Wielka majówka – obrońca Ryśka i Julka, nie został wymieniony w czołówce
- 1980: Zamach stanu
- 1980: Grzechy dzieciństwa – rządca Leśniewski, ojciec Kazia
- 1980: Archiv des Todes
- 1980: Ciosy – mężczyzna na przyjęciu u Franciszka
- 1979–1981: Najdłuższa wojna nowoczesnej Europy
- 1978: Justyna – urzędnik przemawiający na otwarciu teatru
- 1977: Pasja – Żablicki
- 1977: Sprawa Gorgonowej – żandarm Trela
- 1976: Blizna
- 1975: Opadły liście z drzew – Maks
- 1975: Dyrektorzy – projektant budowanego bloku
- 1975: Obrazki z życia – komendant MO
- 1974: Złoto – Major Pełnomocnik
- 1974: Wiosna panie sierżancie – porucznik MO
- 1974: Ile jest życia – podwładny oficera UB
- 1974–1977: Czterdziestolatek – inżynier Bek
- 1971: Gonitwa – mąż
- 1970: Album polski – lekarz radziecki
- 1969: Jak rozpętałem drugą wojnę światową – oficer w oflagu, nie został wymieniony w czołówce
- 1968: Wszystko na sprzedaż – szatniarz w „Kamieniołomach”
- 1967: Westerplatte – mat Rygielski
- 1966: Don Gabriel – oskarżający Tomickiego o szpiegostwo, nie został wymieniony w czołówce
- 1965: Wystrzał
- 1965: Córeczka – żołnierz
- 1965: Trzy kroki po ziemi – ojciec dziecka
- 1964: Przerwany lot
- 1964: Nieznany – oficer radziecki
- 1963: Naganiacz – oficer radziecki
- 1963: Dwa żebra Adama – Górnicki
- 1961: Wyrok
- 1961: Dwaj panowie N  – kapitan WSW Olecki
- 1960: Przygoda w terenie – Kuśmirek
- 1956: Cień – plutonowy MO
- 1955: Sprawa pilota Maresza – Janczar
- 1955: Godziny nadziei – lotnik Pietia
- 1954: Kariera – porucznik UB
- 1953: Żołnierz zwycięstwa – czołgista, nie został wymieniony w czołówce
- 1950: Miasto nieujarzmione – oficer radziecki, nie został wymieniony w czołówce

## Przed kamerą gościnnie
- 2000–2001: Adam i Ewa – Kazimierz Kamieński, ojciec Ewy
- 2000–2007: Plebania – ordynator
- 1987: Dorastanie – ojciec Staszka Kuli
- 1976: Polskie drogi – Bolesław Olczak
- 1965: Podziemny front – kapitan WP (odc. 6)